# Maren Möhring
Maren Möhring (* 1970 in Bremen) ist eine deutsche Historikerin und Professorin für Vergleichende Kultur- und Gesellschaftsgeschichte des modernen Europa an der Universität Leipzig.

## Leben
Maren Möhring studierte von 1990 bis 1998 an der Universität Hamburg Geschichte, Germanistik und Erziehungswissenschaften. Von 1993 bis 1994 war sie Erasmus-Stipendiatin am Trinity College in Dublin und von 1998 bis 2001 DFG-Stipendiatin im Graduiertenkolleg „Geschlechterdifferenz & Literatur“ an der Ludwig-Maximilians-Universität in München. 2002 schloss Möhring ihre Promotion an der LMU München mit einer Arbeit über Marmorleiber. Körperbildung in der deutschen Nacktkultur (1890-1930) ab.
2010 habilitierte sie sich mit einer Monographie über die Geschichte der ausländischen Gastronomie in der Bundesrepublik Deutschland. Die Habilitationsschrift erschien 2012 unter dem Titel Fremdes Essen. Die Geschichte der ausländischen Gastronomie in der Bundesrepublik Deutschland bei Oldenbourg. Für die Habilitationsschrift erhielt Möhring diverse Preise. Von 2012 bis 2014 war sie Leiterin der Abteilung III Der Wandel des Politischen am Zentrum für Zeithistorische Forschung in Potsdam. Im März 2014 folgte sie einem Ruf der Universität Leipzig und ist seither dort als Professorin für Vergleichende Kultur- und Gesellschaftsgeschichte des modernen Europa tätig. Ihre Forschungsgebiete sind die Kultur- und Sozialgeschichte des 19. und 20. Jahrhunderts, Konsumgeschichte, Migrationsforschung, Postkoloniale Studien, Geschlechter- und Körpergeschichte sowie Geschichte und Film.

## Preise
- 2012: Augsburger Wissenschaftspreis für Interkulturelle Studien
- 2013: Wissenschaftspreis Kulinaristik des Kulinaristik-Forums
- 2013: Offermann-Hergarten-Preis

## Publikationen

### Monographien
- Marmorleiber. Körperbildung in der deutschen Nacktkultur (1890–1930). Böhlau, Köln / Weimar / Wien 2004.
- Fremdes Essen. Die Geschichte der ausländischen Gastronomie in der Bundesrepublik Deutschland. Habilitationsschrift. Universität zu Köln 2009/2010. Oldenbourg, München 2012.

### Herausgeberin
- mit Alexander Nützenadel: Ernährung im Zeitalter der Globalisierung = Comparativ. Zeitschrift für Globalgeschichte und vergleichende Gesellschaftsforschung. 17/3, 2007.
- mit Massimo Perinelli, Olaf Stieglitz: Tierfilme, eine Menschheitsgeschichte der Moderne. Böhlau, Köln / Weimar / Wien 2009.
- mit Marc Forster: Public Eating, Public Drinking. Places of Consumption from Early Modern to Postmodern Times. Food & History. 7/2, 2009.
- mit Ulrike Lindner, Mark Stein, Silke Stroh: Hybrid Cultures, Nervous States. Insecurity and Anxiety in Britain and Germany in a (Post)Colonial World. Rodopi, Amsterdam / New York 2010.
- mit Erhard Schüttpelz, Martin Zillinger: Knappheit = Zeitschrift für Kulturwissenschaften. 1/2011.
- Mitherausgeberin der Reihe Geschlecht – Kultur – Gesellschaft. LIT, Münster (Hamburger Arbeitskreis für Geschlechterforschung).